# فرانسیسکو گارزا گوتیرز
فرانسیسکو گارزا گوتیرز (اسپانیایی: Francisco Garza Gutiérrez‎؛ ۱۴ مارس ۱۹۰۴ – ۳۰ نوامبر ۱۹۹۷) یک بازیکن فوتبال اهل مکزیک بود.